# Мишоловка (фільм, 2023)
«Мишоловка» (англ. Cat Person) — американський психологічний трилер режисера Сюзанни Фогель. Сценарій Мішель Ешфорд заснований на однойменному оповіданні 2017 року, написаному Крістен Рупеніан для The New Yorker. У фільмі знімаються Емілія Джонс, Ніколас Браун, Джеральдін Вісванатан, Гоуп Девіс, Лайза Коші та Ізабелла Росселліні.
Прем’єра фільму відбулася 21 січня 2023 року на кінофестивалі «Санденс». У США в широкий прокат стрічка вийшла 6 жовтня 2023, а в Україні — 2 листопада 2023.

## Сюжет
У 20-річної студентки другого курсу коледжу Марго короткі стосунки з Робертом, старшим за віком чоловіком який часто відвідує кінотеатр, де вона працює. Зрештою, під час побачення Марго з'ясовує, що Роберт зовсім не такий, яким вона його собі уявляла.

## У ролях
- Емілія Джонс — Марго
- Ніколас Браун — Роберт
- Джеральдін Вісванатан — Тейлор
- Гоуп Девіс — Келлі
- Майкл Гандольфіні — Пітер
- Ліза Коші — Бет
- Фред Меламед — доктор Резнік
- Айзек Коул Пауелл — Клей
- Ізабелла Росселліні — д-р Енід Забала
- Дональд Еліс Воткінс — Джеймс Медлі

## Виробництво
«Мишоловка» — вірусна розповідь 2017 року, написана Крістен Рупеніан для The New Yorker. У жовтні 2021 року Джеральдін Вісванатан, Гоуп Девіс, Майкл Гандольфіні, Ліза Коші, Ізабелла Росселліні та Дональд Еліз Воткінс приєдналися до акторського складу. Виробництво почалося 14 жовтня 2021.